# Брезен (Витанє)
Брезен (словен. Brezen) — поселення в общині Витанє, Савинський регіон, Словенія. 
Висота над рівнем моря: 779,9 м.